# Boss (Familienname)
Boss oder Boß ist ein deutscher und englischer Familienname sowie ein Künstlername.

## Namensträger

### Familienname
- Alan Boss (* 1951), US-amerikanischer Astrophysiker
- Benjamin Boss (1880–1970), US-amerikanischer Astronom
- Charlott Boss (* 1990), deutsche Sängerin
- Christian Boss (1926–1987), Schweizer Musiker
- Cyrill Boss (* 1974), deutscher Filmregisseur und Drehbuchautor
- Edith Boss (* 1966), Schweizer Synchronschwimmerin
- Eduard Boss (Maler, 1873) (1873–1958), Schweizer Maler und Zeichner
- Eduard Boss (Maler, 1882) (1882–1942), Schweizer Glasmaler
- Frank Boss (* 1961), deutscher Politiker (CDU)
- Gerhard Boß (1923–2012), deutscher Theologe
- Hans Boss (1885–1970), Schweizer Architekt
- Homer Boss (1882–1956), US‑Maler, Grafiker und Kunstpädagoge
- Hugo Ferdinand Boss (1885–1948), deutscher Textilunternehmer
- Ingo Boss (* 1979), deutscher DJ und Musikproduzent
- Iris Boss (* 1978), Schweizer Schauspielerin
- Isaac Boss (* 1980), irischer Rugby-Union-Spieler
- Jama Boss (* 1994), somalischer Fußballspieler
- Johannes Boss (* 1983), deutscher Autor
- John Linscom Boss (1780–1819), US-amerikanischer Politiker
- Jürgen Boss (* 1947), deutscher Musiker
- Lewis Boss (1846–1912), US-amerikanischer Astronom
- Marcellus Boss (1901–1967), US-amerikanischer Politiker
- Martin Boss (Politiker) (* 1958), Schweizer Politiker (GPS)
- Martin Boss (Archäologe) (* 1959), deutscher Archäologe
- Medard Boss (1903–1990), Schweizer Psychiater
- Paul Boss (1897/1898–1980), Schweizer Lehrer, Journalist und Autor
- Pia Boss, deutsche Fußballspielerin
- Sabine Boss (* 1966), Schweizer Regisseurin
- Sabrina Boss (* 2005), Schweizer Speerwerferin
- Terry Boss (* 1981), puerto-ricanischer Fußballspieler
- Thilo Boss (* 1962), deutscher Journalist
- Tim Boss (* 1993), deutscher Fußballtorhüter
- Viktor Boss (1913–1996), Schweizer Lehrer, Autor und Politiker (SP)
- Walter Boss (* 1921), deutscher Jurist und Diplomat
- Wolfgang Boss, deutscher Musikmanager

### Künstlername oder Spitzname
- Boss AC (* 1975), portugiesischer Rapper
- Kollegah (Felix Martin Andreas Matthias Blume; * 1984), deutscher Rapper
- Börje Forsberg (1944–2017), schwedischer Musikproduzent und Labelbesitzer
- Sergei Iwanowitsch Owtschinnikow (* 1970), russischer Fußballspieler
- Helmut Rahn (1929–2003), deutscher Fußballspieler
- Bruce Springsteen (* 1949), US-amerikanischer Rockmusiker